# Мерле Тальвік
Мерле Тальвік (нар. 6 червня 1954) — радянська та естонська театральна, голосова та кіноактриса.

## Біографія
Народилася у радянській Естонії. Ходила в дитсадок та школу. Чотирнадцятирічною спробувала себе актрисою озвучування. Поступила у театральний ВУЗ. Навчалася добре й тому незабаром після закінчення почала грати на театральній сцені. Паралельно почала заявляти про себе навпроти кінокамери.
Сфотографувалася для обкладинки щомісячного журналу «Радянський екран».

## Фільмографія

### Знімання
| Рік       |   | Українська назва                   | Оригінальна назва | Роль |
| --------- | - | ---------------------------------- | ----------------- | ---- |
| 1976      | ф | Сонце, знову сонце                 |                   |      |
| 1977      | ф | Скорпіон                           |                   |      |
| 1977      | ф | Ціну смерті запитай у покійників   |                   |      |
| 1980      | ф | Два дні з життя Віктора Кінгісеппа |                   |      |
| 1980      | ф | Лісові фіалки                      |                   |      |
| 1980—1981 | с | Довга дорога в дюнах               |                   |      |
| 1981      | ф | Суворе море                        |                   |      |
| 1982      | ф | Двійники                           |                   |      |
| 1983      | ф | Швидкість                          |                   |      |
| 1985      | ф | Бал у Савойї                       |                   |      |
| 1986      | ф | Радощі середнього віку             |                   |      |
| 1990      | ф | Ревізор                            |                   |      |
| 1990      | ф | Регіна                             |                   |      |
| 1991      | ф | В салоні та у клітці               |                   |      |
| 1992      | ф | Павук                              |                   |      |
| 1994—1996 | с | Щаслива вулиця, 13                 |                   |      |
| 2006—2007 | с | Небезпечний політ                  |                   |      |
| 2009      | ф | Ваха                               |                   |      |
| 2016      | ф | Процес Савісаара                   |                   |      |

### Озвучування
1. 1968 — Затемнені вікна.